# Lisa Nowak
Lisa M. Nowak (født 10. maj 1963) var NASA astronaut og har fløjet en rumfærgemission som missionsspecialist.
Nowak blev afskediget fra NASA efter hun blev arresteret 5. februar 2007 for et overfald på rivalen Colleen Shipman. Årsagen var et trekantsdrama hvori astronautkollegaen William Oefelein var den 3. part. Efter episoden er Oefelein sendt retur til US Navy i Virginia og Nowak sendt tilbage til US Navy i Texas. Nowak var blevet separeret fra sin mand et par uger før hændelsen.